# Усовський Олексій Васильович
Усовський Олексій Васильович ( ? — ? ) — декабрист, поручик Полтавського піхотного полку.

## Біографія
З дворян Полтавської губернії. Виховувався в 2-му кадетському корпусі, куди вступив 6 вересня 1814 року, випущений прапорщиком і залишений при корпусі — 30 січня 1821 року, поручик з переведенням до Полтавського піхотного полку — 3 січня 1823 року. 
Член Товариства об'єднаних слов'ян з 1825 року, в яке вступив в таборі при м.Ліщин. Знав (від Кузьміна) про деякі цілі Товариства об'єднаних слов'ян, про ліквідацію кріпацтва.  Двічі був присутній на зборах його членів, де заявляв про необхідність ведення  агітації серед солдатів. З 4 листопада 1825 року знаходився  у відпустці. Перебуваючи у відпустці у Переяславі, захворів і видужав за тиждень до арешта. Усовський в таємне товариство особисто нікого не прийняв і ніяких дій на користь товариства не робив.
Заарештований 18 березня 1826 року  і доставлений в Головну квартиру 1-ї армії. За висновком Слідчої комісії при 1 армії за височайшим повелінням (15 грудня 1826 року) відданий польового суду при 1 армії. За найвищої конфірмації 17 лютого 1827 позбавлений чинів, дворянства і засуджений до заслання на каторжні роботи на 20 років. В квітні 1827 року доставлений з містечка Корця до Новоград-Волинського для відправки в Сибір.